# Mendelssohn-Gesamtausgabe
Die Mendelssohn-Gesamtausgabe (Felix Mendelssohn Bartholdy, Leipziger Ausgabe der Werke) ist eine wissenschaftlich-kritische Ausgabe sämtlicher Werke des Komponisten Felix Mendelssohn Bartholdy. Eine erste Gesamtausgabe wurde bereits 1959 von der Internationalen Felix-Mendelssohn-Gesellschaft in Basel in Zusammenarbeit mit der Staatsbibliothek zu Berlin und dem Leipziger Deutschen Verlag für Musik ins Leben gerufen. Seit 1992 wird die Edition an der Sächsischen Akademie der Wissenschaften fortgeführt und wird mittlerweile von der Felix-Mendelssohn-Bartholdy-Stiftung gefördert. Die Ausgabe erscheint seitdem im Verlag Breitkopf & Härtel.

## Inhalt
Es sind etwa 80 Notenbände mit eingebundenen Kritischen Berichten geplant sowie etwa 75 Bände Briefe, Schriften und Tagebücher. Darüber hinaus sollen eine noch unbestimmte Anzahl an Dokumentenbänden sowie ein thematisch-bibliographisches Werkverzeichnis erscheinen.